# Can't Stop the Rock
Can't Stop the Rock es el sexto lanzamiento y la primera recopilación de éxitos de la banda estadounidense de metal cristiano Stryper, publicada el 20 de julio de 1991 por Hollywood Records.
Se puso a la venta tan sólo unos meses antes de la larga separación del grupo por más de 10 años, por lo que sirvió para mantener la expectativa y la vigencia hacia su música, que por entonces, se encontraba con una popularidad en plena decadencia.
Aparte de sus éxitos clásicos, el álbum presentó dos canciones nuevas, una de las cuales se tituló "Believe", dedicada a las tropas que combatían en la Guerra del Golfo Pérsico ese mismo año. La otra fue "Can't Stop the Rock", tema que da nombre al disco.
En febrero de 1992, el vocalista y líder de Stryper Michael Sweet abandonó a sus compañeros para iniciar una brillante carrera en solitario. Este hecho marcó la disolución del cuarteto original, hasta su primera reunión en 2003.

## Lista de canciones
1. "Believe" [new track] (Hirsch, Iha, Kravitz, Stone, Michael Sweet) – 3:57
2. "Can't Stop the Rock" [new track] (Richard Oderbagen, M. Sweet, Robert Sweet) – 3:18
3. "Soldiers Under Command" (M. Sweet, R. Sweet) – 5:03
4. "Free" (M. Sweet, R. Sweet) – 3:41
5. "Always There for You" (M. Sweet) – 4:11
6. "Lady" (Stryper) – 4:53
7. "To Hell with the Devil" (M. Sweet, R. Sweet) – 4:07
8. "In God We Trust" (M. Sweet, R. Sweet) – 3:58
9. "Honestly" (M. Sweet) – 4:08
10. "Two Bodies (One Mind, One Soul)"(M. Sweet) – 5:15
11. "Together as One" (M. Sweet) – 5:01
12. "You Know What to Do" (Oz Fox, Tim Gaines, M. Sweet, R. Sweet) – 4:48

- Datos: Q1114424